# Corul Academic Radio
Corul Academic Radio este prima formație corală a Societății Române de Radiodifuziune.

## Istoric
Creat în scopul susținerii repertoriului vocal-simfonic, Corul Academic Radio a parcurs drumul maturizării artistice, asimilând neîncetat noi partituri, ajungând să stăpânească astăzi un impresionant număr de lucrări: oratorii, cantate, madrigale, poeme, balade și numeroase miniaturi.
Fondat în 1940  sub conducerea dirijorului și compozitorului Ioan Croitoru, Corul Academic Radio s-a impus în scurt timp ca o formație de elită, condus fiind de-a lungul anilor de: Dumitru D. Botez, Gheorghe Danga, Dumitru D. Stancu, Constantin Petrovici, Emanuel Elenescu, Alexandru Șumski, Carol Litvin, Aurel Grigoraș și Dan Mihai Goia. Din 2016 Corul Academic Radio este pregătit și condus de Ciprian Țuțu.
Principalul argument al inițierii acestui partener al Orchestrei Naționale Radio este necesitatea de a răspunde problematicii unui repertoriu complex, cuprinzând capodopere ale muzicii vocal - simfonice universale și românești. Concomitent cu asigurarea programelor stagiunilor muzicale, Corul Academic Radio, format din circa 60 de muzicieni profesioniști, asigură efectuarea înregistrărilor pentru discuri și pentru fondul muzical Radio, promovând valori importante ale creației românești tradiționale sau de actualitate, inclusiv prime audiții, numeroase fiindu-i dedicate.
Istoria ansamblului este marcată și de constituirea unei preocupări specifice formației, prin concertele și imprimările formulelor "a cappella", în spiritul tradiției muzicii corale naționale.
Acest ansamblu muzical a efectuat turnee de concerte în Germania, Bulgaria, Spania, Grecia, Cipru, Israel etc., colaborând adesea cu orchestre de renume, sub baghete de prestigiu din țară și din străinătate.

## Premii obținute
- Premiul Uniunii Criticilor Muzicali "Mihail Jora", 1996
- Premiul Revistei „Actualitatea Muzicală” a UCMR, 2019